# Euphyia ptochopis
Euphyia ptochopis är en fjärilsart som beskrevs av Turner 1909. Euphyia ptochopis ingår i släktet Euphyia och familjen mätare. Inga underarter finns listade i Catalogue of Life.